# ジョン・ゾーン
ジョン・ゾーン（John Zorn、1953年9月2日-）は、アメリカ合衆国ニューヨーク州出身のサクソフォーン奏者、作曲家、編曲家、インプロヴァイザー、音楽プロデューサー、バンドマスター。
フリー・ジャズ、前衛音楽、グラインドコアなどの様々な音楽を吸収しており、ジャンルを特定することは難しい。親日家であり、歌謡曲のコレクターである。1990年代にはニューヨークと東京とを行き来し、高円寺にアパートを借りていたこともあった。

## 来歴
- 1970年代中期から本格的に音楽活動を始め、1980年代に入ると、インディーズ・レーベルから何枚かのアルバムを発表。
- 1984年、即興演奏に基づく代表作「コブラ」を作曲。
- 1985年、エレクトラ・レコード傘下のノンサッチ・レコードと契約し、1986年にエンニオ・モリコーネ作品のカヴァー集『復讐のガンマン〜エンニオ・モリコーネ作品集』発表。
- 1989年、ネイキッド・シティ（Naked City）を結成。
- 1991年、ペインキラー（Painkiller）結成。
- 1992年、ディスクユニオンとレーベル「アヴァン・レコード（Avant Records)」をスタート。ネイキッド・シティの5作品ほか、ジャズ、ワールドミュージック、ロック、オルタナ、作曲家などの各種シリーズを発売。
- 1994年、マサダ（Masada）のデビュー作『マサダ1』発表。
- 1995年、自らのレーベル「ツァディク (Tzadik Records)」を設立。

## 主なリーダー・バンド

### ネイキッド・シティ
ビル・フリゼール、フレッド・フリス、ウェイン・ホーヴィッツ、ジョーイ・バロンらと結成、ゲストに山塚アイを迎えてスタートしたアヴァンギャルド・ユニット。ジャケットに用いられているウィージーの写真集『Naked City』と同様の世界観を持つ。詳しくは「ネイキッド・シティ (バンド)」参照。

### ペインキラー
ミック・ハリス（元ナパーム・デス、スコーン）、ビル・ラズウェルと結成したフリー・ジャズ／グラインドコア・ユニット。1995年にミックが脱退し、その後は吉田達也などが代役を務める。バケットヘッドがゲスト参加したこともあった。詳しくは「ペインキラー (バンド)」参照。

### マサダ
ジョーイ・バロン、グレッグ・コーエン、デイヴ・ダグラスと共に結成。クレズマーからの影響も取り入れたフリー・ジャズ・ユニット。派生ユニットとしてエレクトリック・マサダ、マサダ・ストリング・トリオ等がある。詳しくは「マサダ (バンド)」参照。

### ムーンチャイルド・トリオ
ジョン・ゾーンが作曲・指揮し、マイク・パットン、トレヴァー・ダン、ジョーイ・バロンの3人が演奏する、リード楽器不在のアヴァンギャルド・ユニット。アレイスター・クロウリーやアントナン・アルトーへのオマージュであるアルバム『Moonchild: Songs Without Words』を2006年にリリース。

## ディスコグラフィ

### リーダー・アルバム
- School (1978年、Parachute) ※with ユージン・チャドボーン
- Pool (1980年、Parachute)
- Archery (1981年、Parachute)
- 『ヤンキース』 - Yankees (1982年、Celluloid) ※with デレク・ベイリー、ジョージ・ルイス
- The Classic Guide to Strategy - Volume One (1983年)
- 『ロクス・ソルス』 - Locus Solus  (1983年)
- Ganryu Island (1984年) ※with 佐藤通弘
- The Classic Guide to Strategy - Volume Two (1985年)
- 『復讐のガンマン〜エンニオ・モリコーネ作品集』 - The Big Gundown (1985年)
- 『スピレーン』 - Spillane (1987年)
- 『ニュース・フォー・ルル』 - News for Lulu (1988年、hat Hut) ※with ジョージ・ルイス、ビル・フリゼール
- 『スパイVSスパイ -オーネット・コールマンの音楽-』 - Spy vs Spy: The Music of Ornette Coleman (1989年)
- More News for Lulu (1992年、hat Hut) ※1989年録音。with ジョージ・ルイス、ビル・フリゼール
- 『シニカル・ヒステリー・アワー』 - Cynical Hysterie Hour (1989年)
- 『エレジー』 - Elegy (1992年)
- 『クリスタルナハト（水晶の夜）』 - Kristallnacht (1993年)
- First Recordings 1973 (1995年)
- Redbird (1995年)
- The Book of Heads (1995年)
- The Classic Guide to Strategy (1996年)
- 『ハラス』 - Harras (1996年) ※with デレク・ベイリー、ウィリアム・パーカー
- Duras: Duchamp (1997年)
- New Traditions in East Asian Bar Bands (1997年)
- Angelus Novus (1998年)
- Aporias: Requia for Piano and Orchestra (1998年)
- The Bribe (1998年)
- Godard/Spillane (1999年)
- The String Quartets (1999年)
- The Big Gundown: 15th Anniversary Special Edition (2000年)
- Xu Feng (2000年)
- Cartoon S/M (2000年)
- Madness, Love and Mysticism (2001年)
- 『ソングス・フロム・ザ・ヘルメティック・シアター』 - Songs from the Hermetic Theatre (2001年)
- IAO (2002年)
- Chimeras (2003年)
- Magick (2004年)
- Mysterium (2005年)
- Sanatorium Under the Sign of the Hourglass: A Tribute to Bruno Schultz (2005年) ※The Cracow Klezmer Band Plays John Zorn名義
- Rituals (2005年)
- From Silence to Sorcery (2007年)
- Alhambra Love Songs (2009年)
- Femina (2009年)
- In Search of the Miraculous (2010年)
- Chimeras (Revised Edition) (2010年)
- Dictée/Liber Novus (2010年)
- The Goddess – Music for the Ancient of Days (2010年)
- What Thou Wilt (2010年)
- Interzone (2010年)
- The Satyr's Play / Cerberus (2011年)
- Nova Express (2011年)
- Enigmata (2011年)
- At the Gates of Paradise (2011年)
- Mount Analogue (2012年)
- Nosferatu (2012年)
- The Hermetic Organ (2012年)
- Rimbaud (2012年)
- A Vision in Blakelight (2012年)
- Music and Its Double (2012年)
- The Concealed (2012年)
- The Satyr's Play deluxe edition book (2012年) ※66枚限定盤
- Lemma (2013年)
- Dreamachines (2013年)
- On the Torment of Saints, the Casting of Spells and the Evocation of Spirits (2013年)
- Shir Hashirim (2013年)
- The Hermetic Organ Vol. 2 (2014年)
- Psychomagia (2014年)
- The Alchemist (2014年)
- Fragmentations, Prayers and Interjections (2014年)
- In the Hall of Mirrors (2014年)
- Myth and Mythopoeia (2014年)
- On Leaves of Grass  (2014年)
- Valentines Day (2014年)
- The Song Project (2014年)
- The Hermetic Organ 3: Pauols Hall, Huddersfield (2015年)
- Hen to Pan (2015年)
- Simulacrum (2015年)
- The Song Project Live at Le Poisson Rouge (2015年)
- The True Discoveries Of Witches And Demons (2015年)
- Inferno (2015年)
- The Hermetic Organ Vol. 4: St. Bart's, NYC (2016年)
- Madrigals (2016年)
- The Painted Bird (2016年)
- Sacred Visions (2016年)
- Commedia Dell’arte (2016年)
- 49 Acts Of Unspeakable Depravity In The Abominable Life And Times Of Gilles De Rais (2016年)
- The Classic Guide to Strategy: Volume 4 (2016年)
- The Garden Of Earthly Delights (2017年)
- There Is No More Firmament (2017年)
- Midsummer Moons (2017年)
- The Interpretations Of Dreams (2017年)
- The Hermetic Organ - Philharmonie de Paris (2017年)
- The Urmuz Epigrams (2018年)
- In A Convex Mirror (2018年)
- Tractatus Musico-Philosophicus (2019年)
- Perchance To Dream... (2022年)